# Polani (famiglia)
I Polani furono una famiglia patrizia veneziana. Nella prima metà del secolo XII diede alla Repubblica un doge, Pietro Polani.

## Storia
Secondo la tradizione i Polani rientrano nel novero delle prestigiose "case vecchie" di più antica nobiltà. Originari della Pannonia, per un periodo vissero a Pola, città da cui trassero il nome, spostandosi più tardi nei principali centri della Venezia: Eraclea, Malamocco e infine Rialto.
Stando ai documenti storici, invece, dei Polani non si hanno notizie precedenti al 1074, quando fu citato un Vitale. Abbiamo poi alcune informazioni su un Domenico che, assieme al figlio Pietro, partecipò alla traslazione delle spoglie di santo Stefano. Di lui si sa che era mercante e che si fregiava di una dignità bizantina (imperialis protonobilissimu). Nel 1112 elargì un prestito al doge Ordelaffo Falier, mentre nel 1116 era ad Arbe per partecipare alla spedizione militare in cui lo stesso Falier trovò la morte. Difficile avvicinarlo ad un omonimo che nel 1088 fu testimone a un atto di donazione al monastero di San Giorgio Maggiore avvenuto a Chioggia, poiché in quella città esisteva una famiglia omonima.
Un Pietro Polani figura in vari atti pubblici nel 1098, nel 1112 e nel 1122 ma anche in questo caso l'identificazione con il figlio del precedente è dubbia. Altre attestazioni si hanno lungo i primi decenni del XII secolo.
Si può presumere quindi che i Polani cominciarono ad entrare in politica a partire da questo periodo, affiancando le famiglie già affermate. Probabilmente avevano acquisito prestigio e ricchezza grazie ai commerci.
La fortuna della famiglia venne grazie all'alleanza con un'altra importante casata, i Michiel. Non a caso, alla morte del doge Domenico Michiel fu eletto suo successore Pietro Polani, che ne aveva sposato la figlia Adelasa. La fazione Michiel-Polani si contrappose al gruppo capitanato dai Dandolo e dai Badoer e nel periodo a metà del XII secolo le due parti si affrontarono nella spartizione delle cariche civili ed ecclesiastiche del Ducato di Venezia.
In questo clima si inserisce lo scontro tra il vescovo di Castello Giovanni Polani (figlio del doge Pietro) e il patriarca di Grado Enrico Dandolo, il quale aveva eretto la chiesa di San Salvatore a canonica regolare con l'insediamento di una comunità di preti fedeli alla regola di Sant'Agostino. Il vescovo sentì minacciata la propria giurisdizione e sospese i servizi liturgici nella chiesa, impedendo con la forza il loro ripristino. L'appoggio del pontefice garantito al patriarca non fece che peggiorare questa situazione e alla fine il doge Pietro Polani decise di cacciare il prelato con tutta la sua famiglia, comprendendovi anche i Badoer, e di abbattere le loro case. Il provvedimento suscitò l'ira del papa, che scomunicò il doge e lanciò l'interdetto su Venezia.
Con l'elezione di Domenico Morosini pare che tra i Polani e i Dandolo - richiamati dall'esilio - fosse avvenuta una riappacificazione: Primera, figlia di Giovanni Polani fratello del doge Pietro, andò in sposa ad Andrea Dandolo che era forse figlio di un Vitale fratello del patriarca.
Degno di nota fu anche Enrico, altro figlio del doge Pietro che fu senatore nonché elettore di Domenico Morosini.
Ancora in auge tra il Due e il Trecento, nei secoli seguenti la casata declinò e non diede altri membri di particolare rilevanza. Si estinse nel Settecento con la morte di Andrea Girolamo di Michele; l'eredità venne suddivisa fra le famiglie Michiel "di Sant'Angelo" e Priuli "di San Stae".

## Membri illustri
- Pietro Polani († 1147), doge veneziano.